# Rigodium schlosseri
Rigodium schlosseri là một loài rêu trong họ Rigodiaceae. Loài này được (Sendtn.) Kindb. mô tả khoa học đầu tiên năm 1891.